# Harpalus desertus
Harpalus desertus är en skalbaggsart som beskrevs av Leconte. Harpalus desertus ingår i släktet Harpalus och familjen jordlöpare. Inga underarter finns listade i Catalogue of Life.